# Marie Métrailler
Marie Métrailler, née en 1901 à Evolène dans le Val d'Hérens en Valais, est une tisserande suisse. 
Elle ouvre en 1938 son atelier de tissage,, dans son village d'Evolène et est connue pour sa promotion de l'artisanat local de filage et de tissage. Autodidacte, elle développe un esprit indépendant et critique à l'égard de la religion catholique et de la condition des femmes. Dans son autobiographie La Poudre de sourire publiée en 1980 par la journaliste Marie-Magdeleine Brumagne qui a recueilli ses souvenirs, Marie Métrailler livre un témoignage sur la vie de paysanne et de tisserande dans le Valais du début du XXe siècle.

## Biographie
Marie Métrailler est l’aînée d’une famille de six enfants dont les parents, Jean Métrailler et Catherine Métrailler née Anzévui sont tous deux maîtres d’école. Elle a trois frères et deux sœurs dont l’une décède à deux ans en 1909. Petite fille, Marie Métrailler participe aux tâches de la maison et aux corvées de la ferme car la subsistance de la famille provient également des travaux de la campagne, le métier d’instituteur n’étant exercé que six mois par an.

### Une enfance difficile
Soumise à l’autorité familiale et aux codes de la société patriarcale et religieuse du Valais du début du XXe siècle, elle vit une enfance solitaire et se réfugie dans la lecture et le monde imaginaire. Elle apprend à lire à l’âge de 5 ans, entre à l’école à 6 ans et achève sa scolarité à 15 ans.
À la fin de sa scolarité, Marie Métrailler refuse d’intégrer l’École normale qu’elle pressent être une étape vers le couvent. Entre sa mère obnubilée par la religion et l’alcoolisme de son père, elle connaît une enfance difficile. Les circonstances familiales l’obligent à assumer le rôle de cheffe de famille dès l’âge de vingt ans.

### Le tissage
Contrainte de gagner de l’argent pour éponger des dettes familiales, Marie Métrailler se lance dans l’artisanat. En 1925, elle ouvre une première boutique où elle vend la dentelle de Venise fabriquée par les paysannes de la région mais cette entreprise ne s’avère pas rentable. Comme elle connaît la technique du tissage, elle décide alors de se consacrer à cette activité traditionnelle d'Evolène et de tisser des draps, rideaux et tissus en chanvre et en coton de la vallée. Elle les vend aux touristes, puis embauche des tisserandes à domicile pour répondre aux commandes. En 1938, elle ouvre à Evolène un atelier de tissage qui compte jusqu’à 250 ouvrières pendant la guerre puis elle achète une boutique. Elle y travaille jusqu’à l'âge de 74 ans et y fait de nombreuses rencontres. 
Un an avant de mourir elle témoigne de sa vie de paysanne dans un film documentaire.
Marie Métrailler meurt en 1979.

## La Poudre de sourire
En 1980, une année après sa mort, paraît La Poudre de sourire, le témoignage de Marie Métrailler sur sa vie de paysanne et de tisserande recueilli et publié par la journaliste et écrivaine Marie-Magdeleine Brumagne. Marie Métrailler y évoque notamment son enfance, les contes et légendes de la région, la condition des femmes dans le val d'Hérens, le travail du tissage ainsi que sa propre quête spirituelle.

## Hommage
Afin de conserver l'esprit de Marie Métrailler et pour honorer sa mémoire, une fondation « Atelier de Marie Métrailler » est créée en Valais en 2017 avec pour objectif de sauvegarder son héritage.  